# Джузеппе Мерозі
Джузе́ппе Меро́зі (італ. Giuseppe Merosi; 8 грудня 1872, П'яченца, Емілія-Романья, Королівство Італія — 27 березня 1956, Лекко, Ломбардія, Італія) — італійський автомобільний конструктор, чиє ім'я тісно пов'язане з першими автомобілями компанії Alfa Romeo.

## Біографія
Мерозі народився в італійському місті П'яченца. У молоді роки він мріяв стати оцінювачем страхової нерухомості, але несподівано відкрив у собі дар автомобільного конструктора. Перші свої експерименти він проводив в італійській компанії Bianchi (одного з відділень компанії Fiat), що займалась виробництвом мотоциклів. Незабаром, у 1910 році він обійняв посаду нового головного інженера у новоствореній автомобільній компанії ALFA, що розташувалась у районі Портелло на околиці Мілана.
Компанія-попередник, яка випускала ліцензовані продукти французького автовиробника Darracq, зазнала невдачі. Першою моделлю компанії ALFA (назва Alfa Romeo до 1918 року), розробленою Мерозі, стала ALFA 24 HP, що з'явилась на ринку 24 червня 1910 року. При робочому об'ємі двигуна у 4,1 л з потужністю 42 к.с. автомобіль розвивав швидкість 100 км/год (62 милі/год). Для того часу це була максимальна швидкість для автомобілів. У перший рік випуску моделі було продано 50 автомобілів. Автомобіль був надійним і міцним та вирізнявся елегантним для той час дизайном. Потужніші варіанти HP були випущені у наступні роки. У 1914 році Мерозі розробив перший для Alfa Romeo 4-циліндровий двигун типу DOHC, з об'ємом 4,5 л і 16 клапанами у головці блока. Цей двигун було встановлено у тому ж році на модель ALFA Grand Prix. Перша світова війна пригальмувала здійснення планів розвитку, і лише у 1922 році Мерозі повернувся до розробки DOHC-двигунів. Початок 1920-х років також ознаменувався виходом розкішної моделі Alfa Romeo G1.
Мерозі також визнавав значення перегонів для розвитку автомобілебудування й зростання престижу марки. Уже в 1911 році модель 24 HP взяла участь у «Targa Florio», але першими чисто спортивними автомобілями, починаючи з 1920 року, були RM та RL, а також Alfa Romeo P1, що призначався для участі у перегонах на Гран-прі.
У 1926 році Мерозі покинув компанію Alfa Romeo, де його замінив Вітторіо Яно. У подальшому Мерозі попрацював у декількох автомобільних компаніях, у тому числі, певний час у компанії Isotta Fraschini, знову повернувшись до Alfa Romeo під час Другої світової війни на період між 1941 і 1943 роками. 
Помер у віці 84 років у 1956 році.

## Запроектовані і випущені моделі

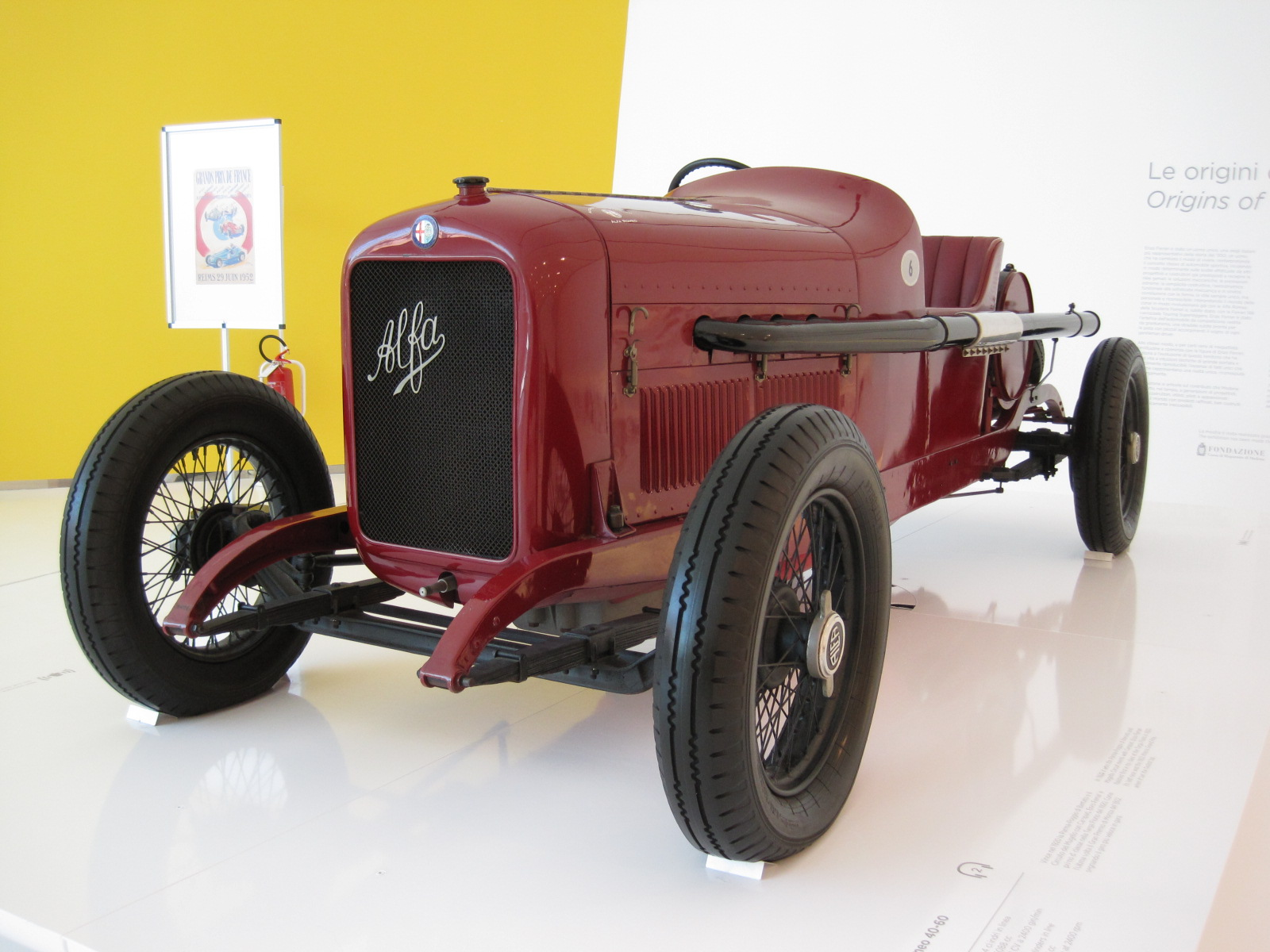
ALFA 40/60 HP (1914) в автомобільному музеї Енцо Феррарі

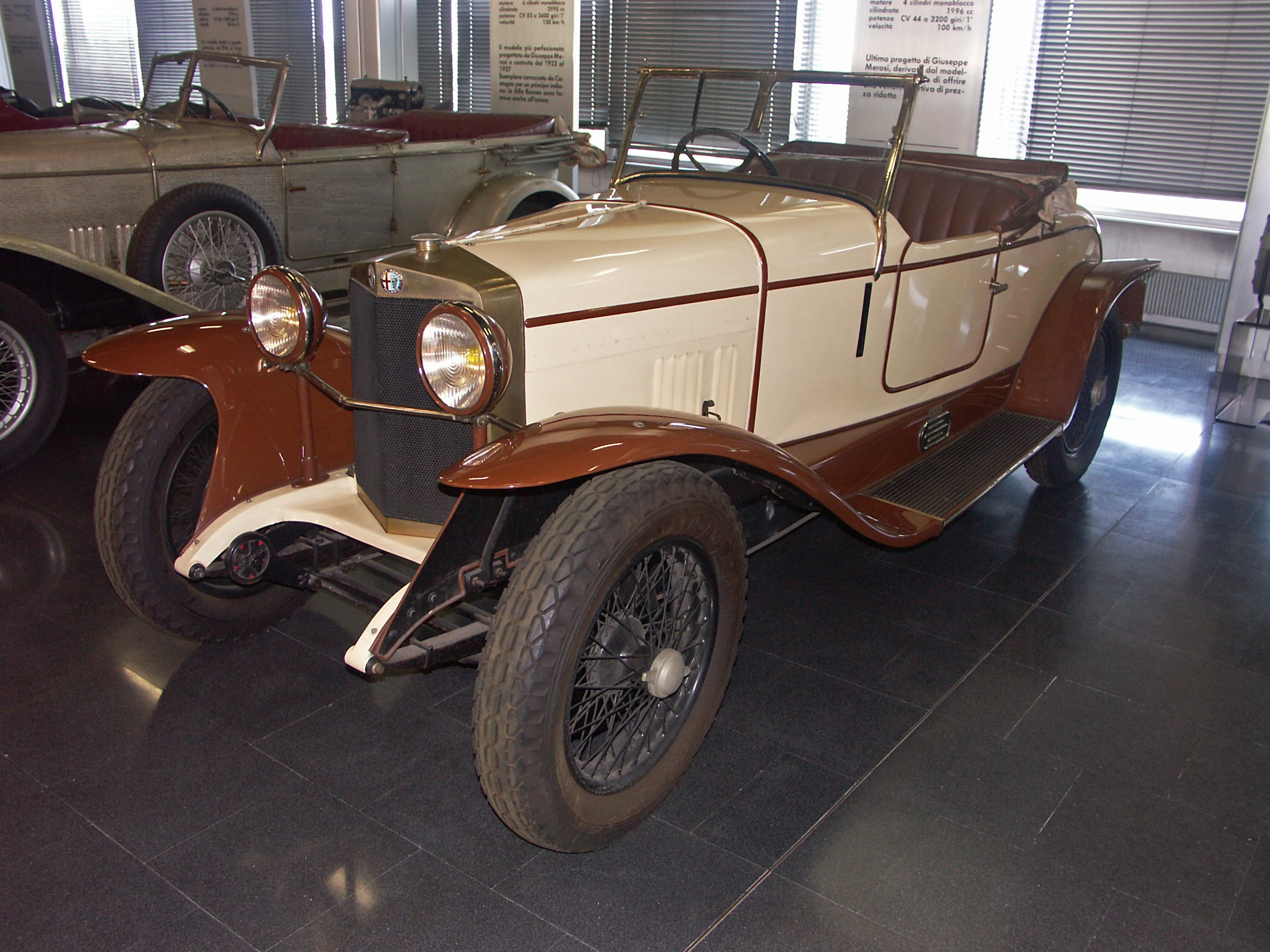
Alfa Romeo RM Sport Castagna (1924)

- 1910 24 HP
- 1913 40/60 HP
- 1914 ALFA Grand Prix
- 1915 15/20 HP
- 1920 20/30 HP
- 1921 Alfa Romeo G1
- 1922 Alfa Romeo RL
- 1923 Grand Prix (P1)
- 1923 Alfa Romeo RM